# 黑森-卡塞尔伯国
黑森-卡塞尔伯国（德語：Landgrafschaft Hessen-Kassel），或称黑森-卡塞尔方伯国，简称黑森-卡塞尔，是神圣罗马帝国其中一个邦国。作为伯国，黑森-卡塞尔实际上直接辖属帝国皇帝。1567年，黑森伯国领主黑森伯爵腓力一世死后，对伯爵领地的均分是造成这一特殊现象的原因。
通过均分，腓力一世的长子威廉四世继承了黑森伯国的北半部，以及首都卡塞尔。他的兄弟们则瓜分了剩余领土，并建立了黑森-马尔堡伯国，黑森-莱茵费尔斯伯国和黑森-达姆施塔特伯国。
1803年，拿破仑战争时期，黑森-卡塞尔伯国被升格为黑森选侯国，黑森伯爵威廉九世也成为选帝侯。选侯国随后被法国占领，并被合并到法国的卫星国威斯特法伦王国。

## 历史
黑森方伯爵的世系建立于“智者”威廉四世，他是腓力一世的长子。1567年，腓力一世逝世，威廉四世继承了黑森伯国， 并以卡塞尔作为他的首都，以此形成黑森-卡塞尔方伯国。 
1604年，黑塞-卡塞尔伯爵莫里茨从他无嗣而终的叔叔路德維希四世处继承了黑森-马尔堡伯国。
1605年，莫里茨改信加尔文派，并加入了三十年战争。随后，他被迫割让一些领土给黑森-达姆施塔特伯国，并退位给长子威廉五世。他的小儿子继承了部分领地，以此创立了几个家族支系。其中的黑森-罗滕堡支系一直存在到1834年。威廉五世逝世时，其领土已经被神圣罗马帝国军队所占领。他的遗孀哈瑙-明岑貝格的阿玛丽·伊丽莎白摄政辅佐两人的儿子威廉六世，并收复了失地。借助法国和瑞典的帮助，她不但保住了原有的领地，还攫取的部分位于威斯特法伦的领土。
三十年战争期间，信仰加尔文主义的黑森-卡塞尔是瑞典最忠诚的德意志盟友。无论是1637年逝世的威廉五世，还是他的遗孀，“沉默者”奥兰治的威廉一世的孙女哈瑙-明岑貝格的阿玛丽·伊丽莎白，都支持新教，也在整场战争中站在法国和瑞典一方。在他们的领导下，黑森-卡塞尔训练出一支军队，并加强了许多堡垒的防御，其中包括多斯滕的堡垒，这个堡垒被认为是莱茵河右岸最坚固的堡垒。然而，其在随后的围攻多斯滕之战中陷落，与此同时，黑森-卡塞尔本土也被帝国军队所占领。威斯特伐利亚和约签订后，黑森-卡塞尔兼并了绍姆堡伯国和由黑尔斯费尔德修道院世俗化而来的公国。作为摄政，哈瑙-明岑貝格的阿玛丽·伊丽莎白引入了长子继承制。1650年，她的儿子威廉六世成年。他是一个开明的学术及艺术赞助人。 他的继任者是他的长子威廉七世，以及他的次子卡爾一世。
查理一世因为将他的士兵雇佣给别国以获取财富而广为人知。继任方伯爵的弗雷德里克通过联姻继位成为瑞典国王。弗雷德里克死后，他的弟弟威廉八世继承了黑森-卡塞尔。在七年战争中，威廉八世是大不列颠的盟友。
威廉八世的继承人是腓特烈二世，他改宗了天主教。腓特烈二世以约3,191,000英镑的价格，将22000名士兵借给他的侄子英国国王乔治三世，这便是著名的黑森佣兵。乔治三世用这支佣兵部队对付叛乱的北美十三殖民地 。这使黑森常常受到强烈批评，但近来也有声音为其辩护。当代历史学家争论的焦点在于，这支部队到底是“辅助部队”还是雇佣兵。毕竟在当时，雇佣兵是十分常见的。腓特烈二世也运用佣兵带来收入来发展黑森经济。由于他们在美国独立战争中的活跃，“黑森佣兵”已成为美国俚语，特指所有帮助英国镇压美国革命的德意志士兵。 其中一个例子是普林茨·卡尔火枪手团。
宗教改革后，黑森王朝成员多数都信仰新教，只有几个例外。腓力一世、威廉五世、莫里茨等黑森-卡塞尔伯爵都娶了波希米亚国王伊日的后裔。从威廉六世起，黑森-卡塞尔的伯爵夫人总是奥兰治的威廉一世的后裔。这是建立在两地都信仰加尔文主义的基础上的。
1730年-1751年，弗雷德里克一世统治时期，黑森-卡塞尔与瑞典形成了君合统治。与此同时，国王的弟弟威廉王子以摄政的身份统治黑森-卡塞尔，直到1760年继位为威廉八世。
整个17世纪期间，黑森-卡塞尔因均分继承而划分为：
- 黑森-罗滕堡（英语：Landgraviate of Hesse-Rotenburg）（1627年-1834年）
- 黑森-万弗里德-（莱茵费尔斯）（英语：Hesse-Wanfried）（1649-1755）
- 黑森-菲利普斯塔尔（英语：Landgraviate of Hesse-Philippsthal）
- 黑森-菲利普斯塔尔-巴希菲尔德

这些伯国绝嗣后，即重归黑森-卡塞尔伯国。

## 黑森佣兵
黑塞-卡塞尔以租赁出他们的军队给欧洲大国而享有盛名。在17-18世纪，出租部队欧陆强权，以换取补贴，对一个小国家而言是十分普遍的。国际法学家给出了区分雇佣军和“辅助部队”（Hilfstruppen）的标准：雇佣军以独立个体身份受雇于雇主，而“辅助部队”则由他们本身的领主借给另一个诸侯。
黑森-卡塞尔将这支特殊部队发展到了极致。1730年，约5.3%的黑森-卡塞尔总人口都是黑森佣兵。这一比例甚至高于普鲁士。黑森-卡塞尔被描述为“不是一个有军队的国家，而是一支有国家的军队。”对风云突变的欧陆局势而言，黑森佣兵就是一支随时待命的军队。在美国独立战争中，25％的英国军队都有德意志士兵组成，其中一半的人来自黑塞-卡塞尔和附近的黑森-哈瑙。因此，美国人将所有的服务于英国军队的德意志佣兵都称作“黑森佣兵”。

## 晚期
1803年德意志教会世俗化运动期间，神圣罗马帝国进行了重组。黑塞-卡塞尔被升格为黑森选侯国，威廉九世也成为选帝侯，称黑森选候威廉一世。伯国由此成为被称为黑森选侯国，尽管通常仍被称为黑森-卡塞尔。
1806年，由于支持普鲁士王国，威廉一世被拿破仑剥夺了领地和爵位。卡塞尔被指定为新成立的威斯特法伦王国的首都。拿破仑任命他的兄弟热罗姆·波拿巴为国王。1813年，拿破仑战败，选侯国光复。尽管神圣罗马帝国已经解散，威廉一世仍然保留了选帝侯的头衔，因为这个头衔使他享有高于表亲黑森-达姆施塔特大公的地位。自1813年起，黑森选侯国便是一个独立国家，并在1815年加入了德意志邦联。
威廉的孙子，黑森选侯腓特烈·威廉一世在1866年的普奥战争中支持奥地利帝国。普鲁士胜利后吞并了他的领地与拿骚公国和法兰克福自由市。由此，黑森-卡塞尔成为了普鲁士王国内新建立的黑森-拿骚省的一部分。
1918年， 黑森王子弗里德里希·卡尔被亲德的芬兰政府选为芬兰国王，但他从来没有前往芬兰实行统治。
1918年末，黑森-拿骚省成为普鲁士自由邦的一部分，直到1944年。1944年至1945年间，纳粹德国又将黑森-拿骚划分为黑森省和拿騷省。纳粹德国战败后，1945年至1946年年间，同盟国军管区将此地重命名为大黑森（德語：Großhessen）。1946年起，大黑森重组为联邦德国的黑森邦。
1968年，黑森-卡塞尔支成为了整个黑森王朝的族长。这是由于黑森-达姆施塔特支绝嗣。

## 轶事
美国印第安纳州邻近韦恩堡的黑森-卡塞尔村由德意志移民建立。其命名即是为了纪念黑森-卡塞尔伯国。